# Pintado
|  | Per a altres significats, vegeu «Carlos Pintado». |

Pintado és una entitat de població de l'Uruguai a l'oest del departament de Florida. Té una població aproximada de 460 habitants, segons les dades del cens del 2004. És a 141 metres sobre el nivell del mar.